# Nollywood Pictures TV
Nollywood Pictures TV è una video company della Nollymovies Entertainment Ltd.. Fondata nel 2012, la compagnia è un consorzio di filmmakers che ha come obbiettivo l'ampliamento della scala di diffusione dell'industria cinematografica nigeriana, o 'Nollywood', rivolta soprattutto all'utenza digitale. Ha all'attivo un canale di successo su YouTube, dove alcuni film raggiungono le circa 300.000 visualizzazioni. 